# Пибоди, Элизабет
Элизабет Палмер Пибоди (англ. Elizabeth Palmer Peabody; 1804—1894) — американская воспитательница, открывшая первый англоязычный детский сад в США. Также известна первым переводом на английский язык буддийского священного писания.

## Биография

### Ранние годы
Родилась в Билрике, штат Массачусетс, 16 мая 1804 года в семье Натаниэля Пибоди, врача по профессии, и Элизабет (Элизы) Палмер. Детство провела в Сейлеме. Получила неплохое домашнее образование: разбиралась в истории, литературе, умела читать на иностранных языках. В 18-летнем возрасте в Конкорде обучалась греческому у Ральфа Эмерсона.

### Начало карьеры
С 1822 года Элизабет Пибоди проживала в основном в Бостоне, где занималась преподавательской деятельностью. Примерно в это же время начала писать книги и вскоре стала заметной фигурой в трансценденталистском движении. В течение 1834—1835 годов она работала помощником преподавателя у Эймоса Олкотта в его экспериментальной школе Temple School в Бостоне. Именно тогда, задолго до большинства педагогов, Пибоди пришла к выводу, что игра для детей имеет огромное развивающее и образовательное значение. После закрытия заведения она издала «Записки о школе» (Record of a School), в которых в общих чертах обрисовала школу Олкотта и его философию воспитания детей младшего возраста, основанную на немецком опыте.

### Книжный магазин Пибоди
В 1840 году Пибоди открыла в своём доме в Бостоне книжный магазин (Elizabeth Palmer Peabody’s West Street Bookstore). Из-за соответствующего ассортимента книг он пользовался популярностью у представителей бостонского «Трансцендентального клуба». У неё же стали встречаться и поборницы прав женщин, проводя так называемые «Беседы» (Conversations), организованные Маргарет Фуллер. В них принимали участие такие представительницы движения за женские права, как София Рипли, Кэролайн Стёрджис и Марайя Уайт Лоуэлл. Первая их встреча состоялась 6 ноября 1839 года. Темы дискуссий менялись, а их предметы касались искусства, истории, мифологии, литературы, природы. Центральной фигурой «Бесед» почти неизменно оставалась Маргарет Фуллер, надеясь ответить на все главные вопросы, волновавшие женщин.
С середины 1840-х годов движение трансценденталистов начало ослабевать и книжный магазин Элизабет Пибоди стал приносить всё меньше доходов. В 1852 году он был закрыт.

### Работа в The Dial
Некоторое время Пибоди руководила журналом The Dial, главным изданием трансценденталистов. Однако в 1843 году она отметила, что доход журнала не покрывает расходов на печать, так как число подписчиков составляет чуть более 200. В 1844 году журнал издал выполненный Элизабет перевод с французского языка части Сутры Лотоса, который стал первой англоязычной версией буддийского священного писания. В апреле того же года публикация была прекращена.

### Детский сад Пибоди
Когда в 1860 году Пибоди открыла первый в Америке детский сад, мировая практика формального воспитания детей в возрасте младше шести лет ограничивалась в основном Германией. Особенно Элизабет интересовали образовательные методы Фридриха Фрёбеля, и в 1867 году она посетила Германию с целью их подробного изучения. Созданием собственного детского сада, а также выпуском «Вестника детского сада» (Kindergarten Messenger, 1873—1877), издательницей которого она являлась, Пибоди способствовала развитию дошкольного образования в США. Она также является автором множества книг на эту тему.

### Другие виды деятельности
Пибоди также известна как издательница книг Натаниэля Готорна, как поборница идей трансцендентализма и аболиционизма. Кроме того, она десятилетиями отстаивала права индейцев племён северных паютов.

### Личная жизнь
Сёстрами Элизабет Пибоди были художница София Готорн, жена писателя Натаниэля Готорна, и Мэри Тайлер Пибоди Манн, жена педагога Хораса Манна.
Скончалась Элизабет Пибоди 3 января 1894 года в возрасте 89 лет.

## Избранные сочинения
- Record of a School: exemplifying the general principles of spiritual culture. — Boston: J. Munroe, 1835. — О школе Эймоса Бронсона Олкотта Temple School в Бостоне.
- Crimes of the House of Austria (изд.). — New York, 1852.
- The Polish-American System of Chronology. — Boston, 1852.
- Kindergarten Culture. — 1870.
- Kindergarten in Italy. — 1872.
- Reminiscences of Rev. Wm Ellery Channing, D. D. — 1880.
- Letters to Kindergarteners. — 1886.
- Last Evening with Allston, and other Papers. — 1887.
- Lectures in the Training Schools for Kindergarteners. — 1888.